# Харівка
Ха́рівка — село в Україні, в Путивльському районі Сумської області. Населення становить 104 осіб. До 2018 орган місцевого самоврядування — Зінівська сільська рада.

## Географія
Село Харівка знаходиться на правому березі річки Сейм, вище за течією на відстані 1 км розташоване село Зінове, нижче за течією на відстані 2 км розташоване село Латишівка, на протилежному березі — село Скуносове. Річка в цьому місці звивиста, утворює лимани, стариці і заболочені озера (Соприкіне). Поруч проходить автомобільна дорога Т 1908.
Зінове – село, центр сільської ради, яке розкинулося на березі річки Сейм. Село розташоване за 13 км від райцентру, та за 8 км від залізничної станції «Путивль» у м. Буринь. Населення на 01.01.2016 — 414 жителів. Площа села — 94 га.
Село до 2018 року підпорядковувалось Зінівській сільській раді, розташоване за 13 км від центру громади Путивль. Площа — 78 га. Населення на 01.01.2016 — 80 жителів.

## Історія
У сиву давнину цю місцевість населяли скіфи, про що свідчить знайдений 1949 року скарб вагою 1,5 кг, у якому збереглися срібні монети, а також мушлі (110 шт.) з Червоного моря, що використовувалися тоді як гроші.
12 червня 2020 року, відповідно до розпорядження Кабінету Міністрів України № 723-р «Про визначення адміністративних центрів та затвердження територій територіальних громад Сумської області», село увійшло до складу Путивльської міської громади.
19 липня 2020 року, в результаті адміністративно-територіальної реформи та ліквідації Путивльського району, увійшло до складу новоутвореного Конотопського району.

## Населення

### Мова
Розподіл населення за рідною мовою за даними :
| Мова       | Кількість | Відсоток |
| ---------- | --------- | -------- |
| російська  | 83        | 79.81%   |
| українська | 21        | 20.19%   |
| Усього     | 104       | 100%     |